# Haplolobus clementium
Haplolobus clementium är en tvåhjärtbladig växtart som beskrevs av Husson. Haplolobus clementium ingår i släktet Haplolobus och familjen Burseraceae. Inga underarter finns listade i Catalogue of Life.